# 赤尾雄人
赤尾 雄人（あかお ゆうじん、1960年-　）は、ロシアおよびバレエ研究家（専門は古典バレエ論）。

## 経歴
東京生まれ。東京都立戸山高等学校卒業。1983年東京大学教養学部教養学科ロシア分科卒業。1985年東京大学大学院総合文化研究科比較文学比較文化修士課程修了。
1985年-2019年株式会社小松製作所（コマツ）勤務。1991年-95年モスクワ駐在。2001年-04年モスクワ駐在、2004年-05年アシガバート（トルクメニスタン）駐在、2005年-06年ジャカルタ駐在。2009年-15年モスクワ駐在。2020年退職、フリーの研究者。
『ダンス・マガジン』（新書館）や各種ダンス・バレエ公演のプログラム等に寄稿、ダンス・バレエ関連の著書や訳書も手掛けている。

## 著書
- 『バレエ・テクニックのすべて』新書館  2002年。ISBN 4-403-25066-1
- 『これがロシア・バレエだ!』新書館 2010年。ISBN 978-4-403-23119-3

### 翻訳
- 『歓喜の書』（Classics on dance、アキム・ヴォルィンスキー、鈴木晶共訳、新書館） 1993
- 『オックスフォード バレエダンス事典』（デブラ・クレイン, ジュディス・マックレル、鈴木晶監訳、海野敏, 長野由紀共訳、平凡社） 2010　ISBN 978-4-582-12522-1
- 『ボリショイ秘史』（サイモン・モリソン、監訳、加藤裕理, 斎藤慶子共訳、白水社） 2021